# Mennonieten in Belize

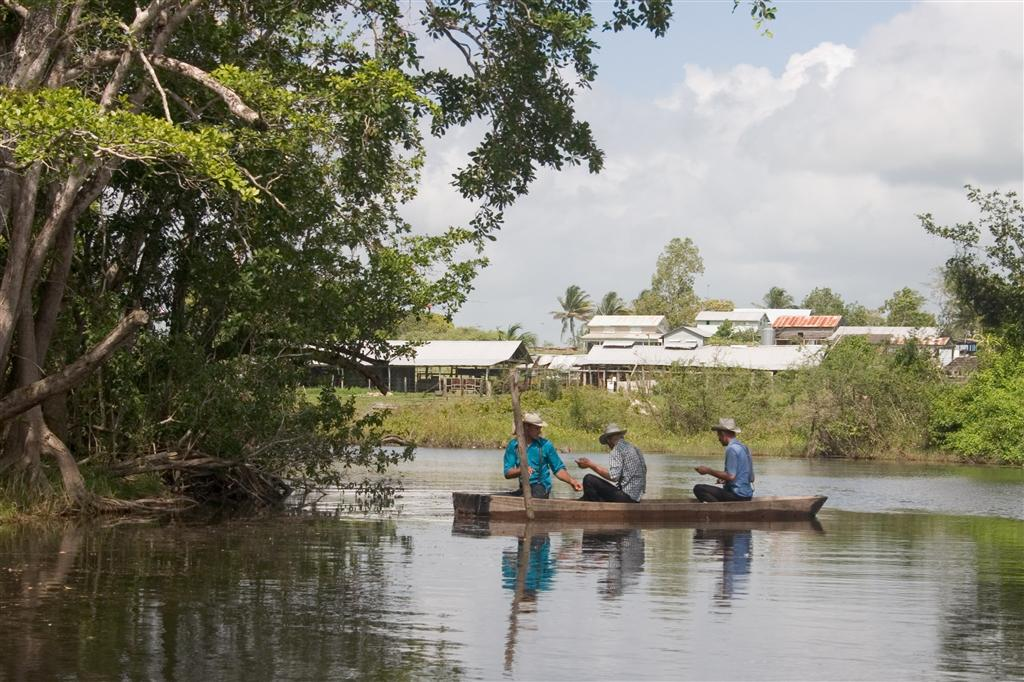
Mennonieten op de New River

In Belize leeft een vrij grote groep traditionele mennonieten in het zuiden van het land. De groep bestaat uit 11.658 personen (2010), waarvan er 10.865 van Europese komaf zijn, vooral uit Duitsland, Nederland en Canada. De landbouw is de belangrijkste inkomstenbron voor de mennonieten in Belize. 
De mennonitische gemeenschap staat bekend om haar strenge geloofsregels. De gezinnen zijn groot, trouwen buiten de eigen gemeenschap wordt niet geaccepteerd. Vrouwen dragen geen broeken en hebben lang haar. Alle mannen dragen hetzelfde: hoed, tuinbroek en een geruit hemd. De vrouwen dragen wijde rokken en witte hoeden. Vervoer gaat per paard en wagen. De Old Colony Mennonite Church gebruikt tijdens de zondagse eredienst geen muziekinstrumenten. De mennonieten in Belize hebben een hoog geboortecijfer van 42,53 per 1000 (vergelijk: Nederland 11,1 per 1000). De taal van de mennonieten is het Plautdietsch. Om problemen zoals in andere landen te voorkomen werden er overeenkomsten getekend tussen de mennonieten en de Belizaanse regering. Zo kregen ze bijvoorbeeld toestemming om hun eigen religie te praktiseren en mochten hun taal gebruiken in door henzelf gecontroleerde scholen. Ook mochten ze hun eigen financiële instellingen oprichten en (belangrijk voor de mennonieten) hoefden niet in militaire dienst. De nederzettingen van de mennonieten zijn Shipyard, Blue Creek, Little Belize, Progresso, Spanish Lookout, Upper and Lower Barton Creek, Springfield en Pine Hill. Shipyard is de grootste en belangrijkste nederzetting.

## Vergelijkbare groepen
- Mennonieten in Argentinië
- Mennonieten in Bolivia
- Mennonieten in Mexico
- Mennonieten in Paraguay
- Mennonieten in Uruguay
- Hutterieten
- Rusland-Duitse Baptisten
- Old Order Amish
- Old German Baptist Brethren
- Old Order Mennonieten